# Mamaroneck
Mamaroneck és una població dels Estats Units a l'estat de Nova York. Segons el cens del 2000 tenia 18.752 habitants.

## Demografia
Segons el cens del 2000, Mamaroneck tenia 18.752 habitants, 7.096 habitatges, i 4.874 famílies. La densitat de població era de 2.241,5 habitants/km².
Dels 7.096 habitatges en un 32,2% hi vivien nens de menys de 18 anys, en un 55,2% hi vivien parelles casades, en un 9,9% dones solteres, i en un 31,3% no eren unitats familiars. En el 26,6% dels habitatges hi vivien persones soles el 10,5% de les quals corresponia a persones de 65 anys o més que vivien soles. El nombre mitjà de persones vivint en cada habitatge era de 2,6 i el nombre mitjà de persones que vivien en cada família era de 3,14.
Per edats la població es repartia de la següent manera: un 23,2% tenia menys de 18 anys, un 6,5% entre 18 i 24, un 32% entre 25 i 44, un 22,2% de 45 a 60 i un 16,1% 65 anys o més.
L'edat mediana era de 38 anys. Per cada 100 dones de 18 o més anys hi havia 88,2 homes.
La renda mediana per habitatge era de 62.510 $ i la renda mediana per família de 75.093 $. Els homes tenien una renda mediana de 52.103 $ mentre que les dones 40.186 $. La renda per capita de la població era de 36.926 $. Entorn del 4,2% de les famílies i el 6,9% de la població estaven per davall del llindar de pobresa.